# Michael Ebert (Polizist)

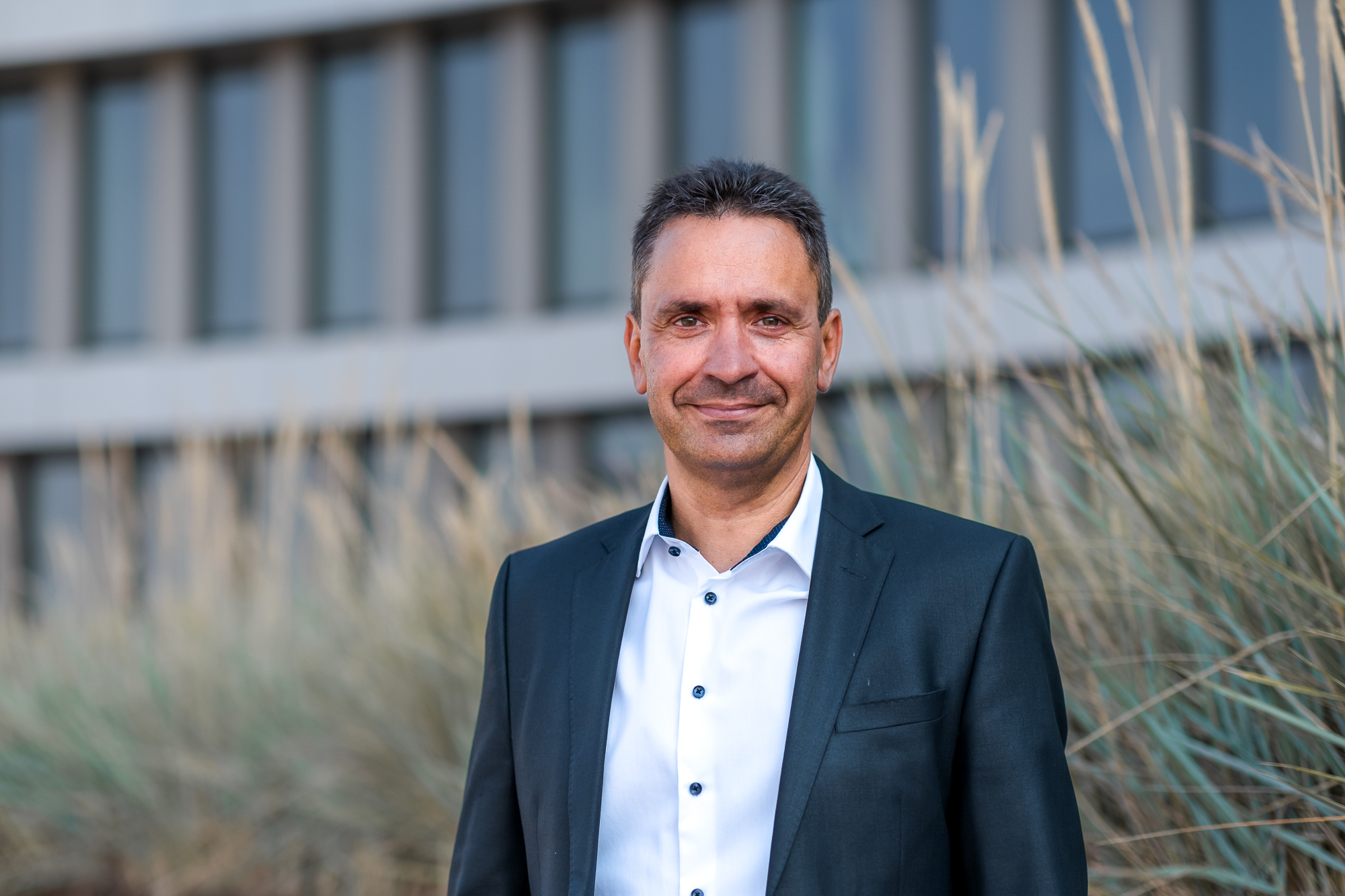
Michael Ebert (2022)

Michael Ebert (* 25. Januar 1970 in Anklam) ist ein deutscher Polizist und Direktor des Bereitschaftspolizeiamtes der Polizei Mecklenburg-Vorpommern.

## Leben
Michael Ebert wurde in Anklam eingeschult und zog später nach Ferdinandshof um. Nachdem er die Schule in Torgelow 1988 mit dem Abitur beendet hatte, wurde Ebert nach seinen Aussagen im August 1988 als Offiziersschüler beim Wachregiment „Feliks Dzierzynski“ des DDR-Ministeriums für Staatssicherheit (MfS) eingestellt. Zur Ausbildung wurde er als bezahlter Angestellter auf die Offiziershochschule des Ministeriums des Innern „Artur Becker“ in Dresden geschickt. Diese Ausbildung schloss er nach der Wende 1990 mit der Übernahme in den mittleren Polizeivollzugsdienst der Polizei Sachsen ab.
Nach seiner Übernahme durch die Bereitschaftspolizei Mecklenburg-Vorpommern 1991 studierte Ebert ab 1993 an der Fachhochschule für öffentliche Verwaltung, Polizei und Rechtspflege in Güstrow, wo er 1996 den Abschluss als Diplom-Verwaltungswirt (FH) erlangte. Nach Stationen als Zugführer und stellvertretender Hundertschaftsführer wurde er 2002 Verbindungsbeamter beim Bundesministerium des Innern. Von 2003 bis 2005 studierte er an der Polizei-Führungsakademie in Münster-Hiltrup (heutige Deutsche Hochschule der Polizei) und kam anschließend in den höheren Polizeivollzugsdienst. Nach Verwendung als Verkehrsreferent im Innenministerium des Landes Mecklenburg-Vorpommern von 2005 bis 2007 leitete er das 1. Polizeirevier der Polizeiinspektion Rostock. 2009 wurde Ebert Leiter der Polizeiinspektion Bad Doberan. Von 2011 bis 2019 leitete Ebert die Polizeiinspektion Rostock als größte Polizeiinspektion des Landes mit Sitz in Rostock-Reutershagen. Danach wurde er Vizepräsident des Polizeipräsidiums Neubrandenburg und ist seit 2020 Direktor des Landesbereitschaftspolizeiamtes in Schwerin.
Bundesweit erregte Ebert im Oktober 2012 mit dem Fall „Rebecca“ Aufmerksamkeit, bei dem eine damals 17-jährige nach ihrer Entführung über vier Tage gesucht wurde.
Michael Ebert ist verheiratet und hat zwei Kinder.

## Politik
Nach dem Wechsel des Rostocker Oberbürgermeisters Claus Ruhe Madsen im Juni 2022 als Wirtschaftsminister nach Schleswig-Holstein, kandidiert Michael Ebert als Parteiloser mit Unterstützung von CDU, FDP und „Unabhängige Bürger für Rostock“ (UFR) für das Amt des Oberbürgermeisters. Im ersten Wahlgang am 13. November 2022 errang Ebert mit 23,6 % die zweitmeisten Stimmen nach Eva-Maria Kröger (Die Linke) mit 25,3 %, gegen die er am 27. November 2022 in einer Stichwahl antrat. Die Stichwahl verlor Ebert mit 41,6 % gegen Kröger. Im März 2023 wurde er Mitglied des Rostocker Kreisverbandes der CDU.

## Kritik
Dass Ebert im Alter von 18 Jahren dem Wachregiment „Feliks Dzierzynski“ des DDR-Ministeriums für Staatssicherheit (MfS) beitrat, wurde vielfach kritisch rezipiert. Im Rahmen des Wahlkampfes zur Wahl des Rostocker Oberbürgermeisters 2022 machte Burkhard Bley, der stellvertretende Landesbeauftragte für die Aufarbeitung der SED-Diktatur in Mecklenburg-Vorpommern, in seiner Kritik in der Ostsee-Zeitung klar, dass das Wachregiment Teil des Unterdrückungsapparates gewesen sei und im Ernstfall die SED und das MfS mit militärischen Mitteln hätte schützen müssen. Im Verlauf des Wahlkampfs gab Ebert zudem zu, am 4. Oktober 1989 an einem Einsatz in Dresden beteiligt gewesen zu sein, bei dem der Bahnhofsvorplatz nach Protesten durch mehrere tausend Menschen mit Gewalt von der Volkspolizei geräumt wurde. Rückblickend sieht er sich selbst als damals „politisch indoktriniert und instrumentalisiert“ und auf ein „Gleis gesetzt“, das er nicht mehr verlassen konnte. Heute bedauere er, eine Position vertreten zu haben, die „für den SED-Unrechtsstaat gestanden habe“.
Während der Ausschreitungen in Rostock-Lichtenhagen 1992, bei denen die Polizei aufgrund massiver Untätigkeit in der Kritik stand, war Michael Ebert eingesetzt. Einer Quelle nach war er damals Polizeimeister und damit auf der untersten Ebene, anderen Quellen zufolge Gruppenführer einer Ausbildungshundertschaft der Bereitschaftspolizei.